# Prelude en presto
Carl Nielsen componeerde zijn Prelude en presto in 1928. Hij was toen al een gevierd componist en de recensenten moesten daar rekening mee houden in hun verslaggeving. Het is een uitermate technisch werk geworden, dat slechts eenmaal tijdens het leven van de componist is uitgevoerd, door zijn schoonzoon, de violist Emil Telmányi. De première werd gegeven in het kader van Ny Musik (de Deense variant van ISCM). Ook zijn Drie pianostukken opus 59 gingen daar in première. Hij schatte vooraf al in dat de muziek te moeilijk zou zijn voor het publiek en had daarom bepaald dat beide werken tweemaal uitgevoerd moesten worden. De werken lagen inderdaad niet makkelijk bij musici en publiek; Nielsen moest publicatie uit eigen zak betalen bij zijn uitgever Wilhelm Hansen. Ook bij dit werk werd door recensenten verwezen naar Johann Sebastian Bach met zijn sonates en partitas.

## Delen
1. Preludio: con fantasia
2. Presto

## Bron en discografie
- Uitgave Dacapo : Tue Lautrup (viool)